# Richard Phillips (marino mercante)
Richard Phillips (16 de mayo de 1955) es un marino mercante estadounidense y escritor, que sirvió como capitán del MV Maersk Alabama durante su secuestro por piratas somalíes en abril de 2009.

## Educación y vida tempranas
Nació en Massachusetts, y se graduó en el Winchester Instituto en 1973. Se matriculó en la Universidad de Massachusetts Amherst y planeaba estudiar leyes internacionales pero fue transferido a la Academia Marítima de Massachusetts, donde se graduó en 1979. Durante su escolarización, Phillips trabajó como taxista en Boston.

## Carrera

### Secuestro del Maersk Alabama
El 7 de abril de 2009, la Administración Marítima de EE.UU, siguiendo avisos de la OTAN, lanzó la recomendación a todos los barcos de mantenerse al menos a 600 millas náuticas de la costa en la zona del Golfo de Adén en las costas Somalíes.
Con esos avisos activos, el 8 de abril de 2009, cuatro piratas somalíes abordaron el Maersk Alabama cuando este operaba a unas 300 millas náuticas (555,6 km) al sudeste de la ciudad portuaria Somalí de Eyl. Con una tripulación de 20, el barco partió de Salalah, Omán en ruta a Mombasa, Kenia. El barco llevaba 17.000 toneladas métricas de cargo, de las cuales 5.000 toneladas métricas eran suministros de alivio para Kenia, Somalia y Uganda. 
"En aquella área del mundo, cualquier blip en nuestro radar es de preocupación," dijo Phillips, "siempre le dije a mi tripulación que es una cuestión de cuándo, no de si."

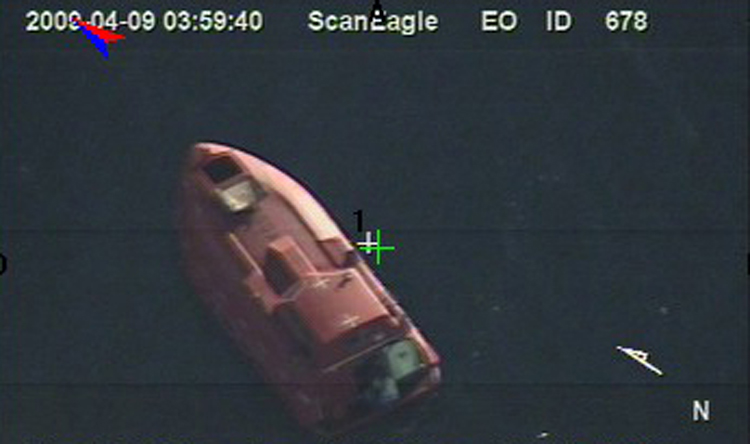
El bote salvavidas de 28 pies donde Phillips y los cuatro piratas somalíes estuvieron aguantados arriba tan vistos de unos EE.UU. Navy Boeing ScanEagle UAV.

Según el Ingeniero Jefe Mike Perry, la tripulación consiguió hundir la lancha pirata, poco después del abordaje, al continuar balanceando el timón del Maersk Alabama, consiguiendo inundar la barca más pequeña. Cuando finalmente los piratas abordan el barco, los miembros de la tripulación se encerraron en la sala de máquinas. La tripulación más tarde consiguió reducir a uno de los piratas e intentó intercambiar al pirata capturado por Phillips, a quien habían mantenido arriba en el puente, por doce horas. Según un miembro de la tripulación, Phillips y los piratas consiguieron a un hombre, así que la tripulación cayó un bote salvavidas y se reunió con los piratas para cambiar prisioneros y barcas. El pirata capturado fue liberado, pero los piratas lo metieron con Phillips en el bote salvavidas antes de que la tripulación pudiera actuar. El bote salvavidas llevaba raciones alimentarias para diez días, agua, y suministros de supervivencia básica.
El 8 de abril, el destructor USS USS Bainbridge y la fragata USS Halyburton fueron despachados al golfo de Adén en respuesta a la situación de rehén, y alcanzaron al Maersk Alabama temprano el 9 de abril 9. Maersk Alabama entonces partió del área con una escolta armada, hacia su destino original en el puerto de Mombasa. El sábado 11 de abril, Maersk Alabama llegó a Mombasa, todavía bajo escolta militar de EE. UU. El capitán Larry Aasheim orden supuesta entonces. Aasheim Anteriormente había sido capitán del Maersk Alabama hasta que Richard Phillips le alivió ocho días con anterioridad al ataque pirata. Un equipo de 18 hombres de seguridad marina estaban a bordo. Los EE. UU. la agencia Federal de Investigación aseguró el barco como escena de delito.

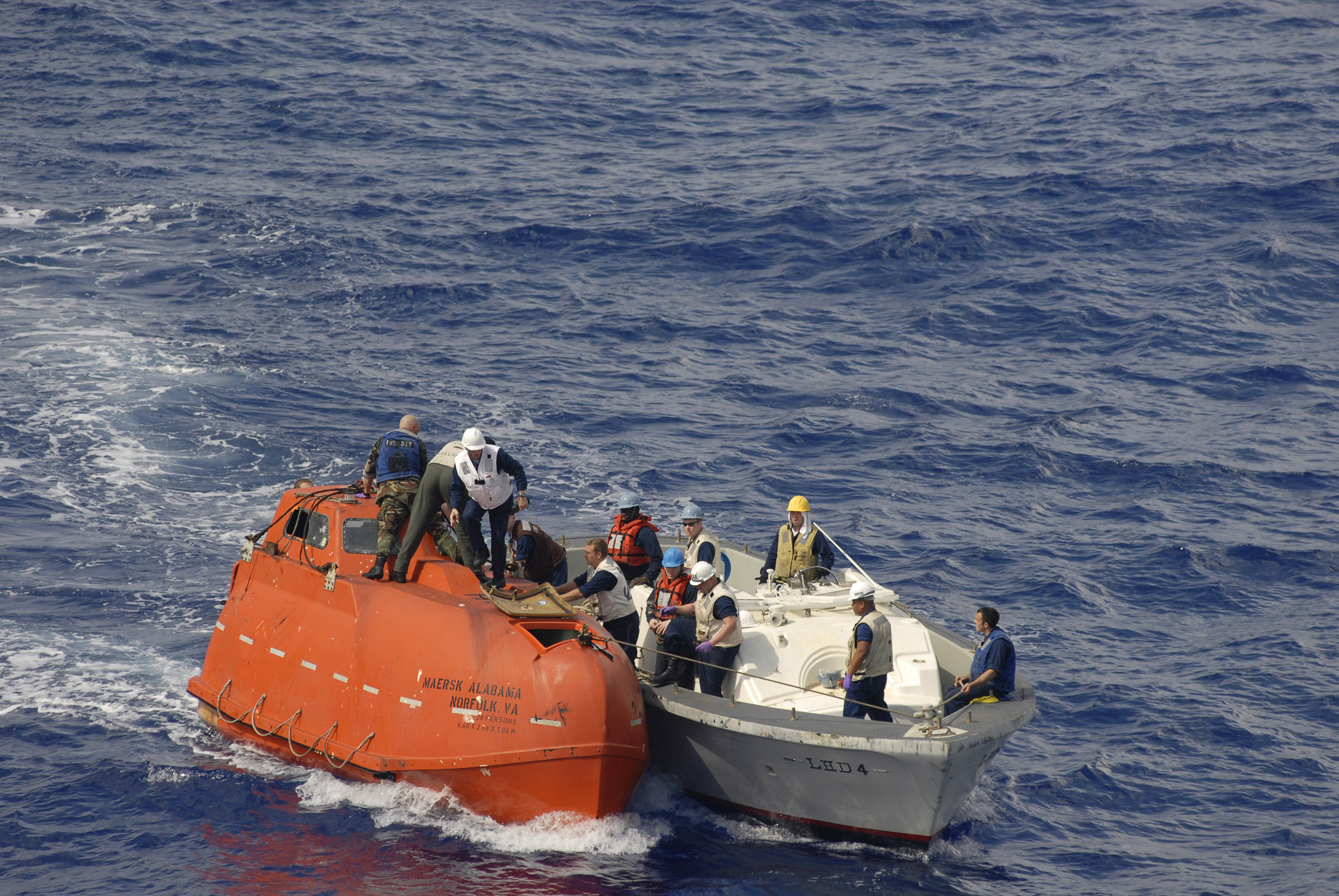
Capt. Phillips estuvo cautivo en el bote salvavidas por piratas somalíes por cinco días.

El 9 de abril, un punto muerto empezó entre el Bainbridge y los piratas en el Maersk el bote salvavidas de Alabama, donde tenían a Phillips como rehén. 
Tres días más tarde, el domingo 12 de abril, EE. UU. Navy Marksmen de DEVGRU (anteriormente sabidos cuando Equipo de SEAL Seis) abrió fuego y mató a tres piratas en el bote salvavidas, y Phillips fue rescatado. El Bainbridge Comandante de capitán Frank Castellano ordenó la acción después de determinar que la vida de Phillips estaba en peligro, basado en informes de que un pirata tenía un AK-47 rifle automático. Francotiradores de los Navy SEAL en Bainbridge abrió fuego, matando los tres piratas con disparos a la cabeza; uno de los piratas estuvo nombrado Ali Aden Elmi, otro es último nombre era Hamac, y los terceros restos sin identificar. Un cuarto pirata, Abduwali Musa, a bordo el Bainbridge y hablando con negociadores militares mientras siendo tratados para un daño sostenido en la absorción de Maersk Alabama, rendido y estuvo en custodia. Más tarde el abogado lo culpa de piratería, fue sentenciado a una pena de 33 años en prisión.

#### Consecuencias

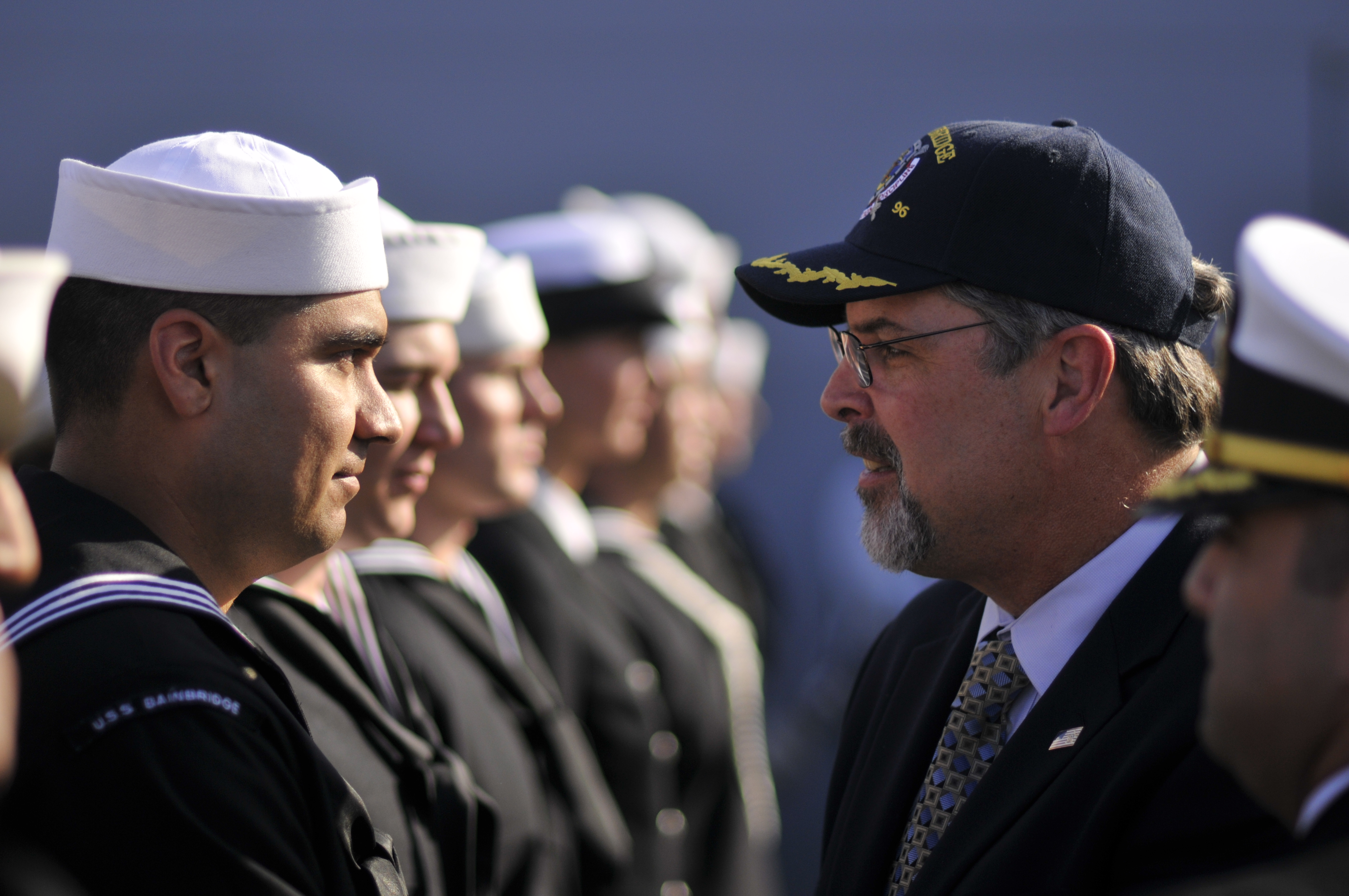
Phillips públicamente agradece a los marinos por su dramático rescate en altamar.

Posteriormente al secuestro, Phillips publicó “El deber de Un Capitán: Piratas somalíes, Navy SEALS, y Días Peligrosos en Mar”. Columbia Pictures adquirió los derechos del libro para rodar una película en primavera 2010. En marzo de 2011, Sony Pictures anunció que Tom Hanks en el papel de Phillips, Barkhad Abdi como Abduwali Musa y Faysal Ahmed como Najee, protagonizarían una película basada en el secuestro y en el libro de Phillips, guionizada por Billy Ray, y producido por el equipo detrás de La Red Social.
La película, Capitán titulado Phillips, fue estrenada el 11 de octubre de 2013 y tuvo su premier en el 2013 Festival de cine de Nueva York.
En una entrevista para el reparto de Capitán Phillips para Nueva York Diaria Noticioso, Phillips describe su devoción a su tripulación, su sentimiento de éxito como capitán y su ansia para volver al mar. "Mi tripulación era ahora segura, porque los piratas perdieron su ladder y barca cuándo entablaron el Maersk Alabama, así que no podrían volver" dice Phillips. "Para mí fue realmente un alivio—mi tripulación y el barco estaban seguros." Phillips también añade, "yo nunca perdí la esperanza, pero no vi un final bueno que saliera de él." Phillips comentó en su entrevista que el rendición de los acontecimientos es cuidadosos, añadiendo, "Cuando le conocí [Tom Hanks] le dije que si me iba a retratar debía subir un poco peso y conseguir que mirara mejor"
Desde el estreno de Capitán Phillips, ha habido controversia sobre su retrato de Phillips, con varios miembros de tripulación que reclaman que no sea el héroe presentado en la película, según los pleitos archivaron por más de la mitad de la tripulación del Maersk Alabama. Los miembros de la tripulación culpan a Phillips debido a su "insistencia de que el Alabama estuviera a menos de 250 millas de la costa somalí..."
Para la CNN en 2010 y en una deposición del tribunal en 2013 que ignoró los numerosos avisos que le instó para ir a altamar. Cuando se le preguntó en 2013 por qué decidió no para tomar el barco costa afuera, Phillips atestiguó, "no creo 600 millas te harían seguras. No creí 1,200 millas te harían seguras. Cuando le dije a la tripulación, que era un asunto de cuándo y siempre estabamos en esta área."
Phillips regresó al mar catorce meses después del ataque pirata, navegando como Maestro del transportista de vehículo M/V Bahía Verde hasta su jubilación estuvo anunciada por la Organización Internacional de Maestros, Compañeros y Pilotos en octubre de 2014.